# آلدیس آما همیلتون
آلدیس آما همیلتون (ایسلندی: Aldís Amah Hamilton؛ زادهٔ ۶ آوریل ۱۹۹۱) بازیگر اهل ایسلند است. وی از سال ۲۰۱۷ میلادی تاکنون مشغول فعالیت بوده‌است.
وی از پدری آمریکایی و مادر ایسلندی در آلمان متولد شد و دانش‌آموختهٔ دانشگاه هنر ایسلند است.
از فیلم‌ها یا مجموعه‌های تلویزیونی که وی در آن‌ها نقش داشته‌است، می‌توان به کاتلا و شن‌های سیاه اشاره نمود.